# Fiumalbo
Fiumalbo is een gemeente in de Italiaanse provincie Modena (regio Emilia-Romagna) en telt 1335 inwoners (31-12-2004). De oppervlakte bedraagt 39,4 km², de bevolkingsdichtheid is 35 inwoners per km².

## Demografie
Fiumalbo telt ongeveer 585 huishoudens. Het aantal inwoners daalde in de periode 1991-2001 met 11,8% volgens cijfers uit de tienjaarlijkse volkstellingen van ISTAT.
| Jaar | Inwoneraantal |
| ---- | ------------- |
| 1991 | 1554          |
| 2001 | 1370          |

## Geografie
Fiumalbo grenst aan de volgende gemeenten: Abetone (PT), Coreglia Antelminelli (LU), Cutigliano (PT), Fanano, Pievepelago, Riolunato, Sestola.
Bastiglia · Bomporto · Campogalliano · Camposanto · Carpi · Castelfranco Emilia · Castelnuovo Rangone · Castelvetro di Modena · Cavezzo · Concordia sulla Secchia · Fanano · Finale Emilia · Fiorano Modenese · Fiumalbo · Formigine · Frassinoro · Guiglia · Lama Mocogno · Maranello · Marano sul Panaro · Medolla · Mirandola · Modena · Montecreto · Montefiorino · Montese · Nonantola · Novi di Modena · Palagano · Pavullo nel Frignano · Pievepelago · Polinago · Prignano sulla Secchia · Ravarino · Riolunato · San Cesario sul Panaro · San Felice sul Panaro · San Possidonio · San Prospero · Sassuolo · Savignano sul Panaro · Serramazzoni · Sestola · Soliera · Spilamberto · Vignola · Zocca
- Library of Congress Control Number: n2004017253
- Nationale Bibliotheek van Israël: 987007473871205171
- Virtual International Authority File: 153809446
- WorldCat: E39PBJxMfJCYkD9VFM9Hr8HDMP